# کایائو (پرو)
کایائو (به اسپانیایی: Callao) یک شهر در پرو است که در منطقه کایائو واقع شده‌است.

## خصوصیات
کایائو ۱۴۶٫۹۸ کیلومترمربع مساحت و ۸۸۸٬۷۹۸ نفر جمعیت دارد.

## خواهرخوانده
شهرهای والپارایزو و پایتا خواهرخوانده‌های کایائو هستند.

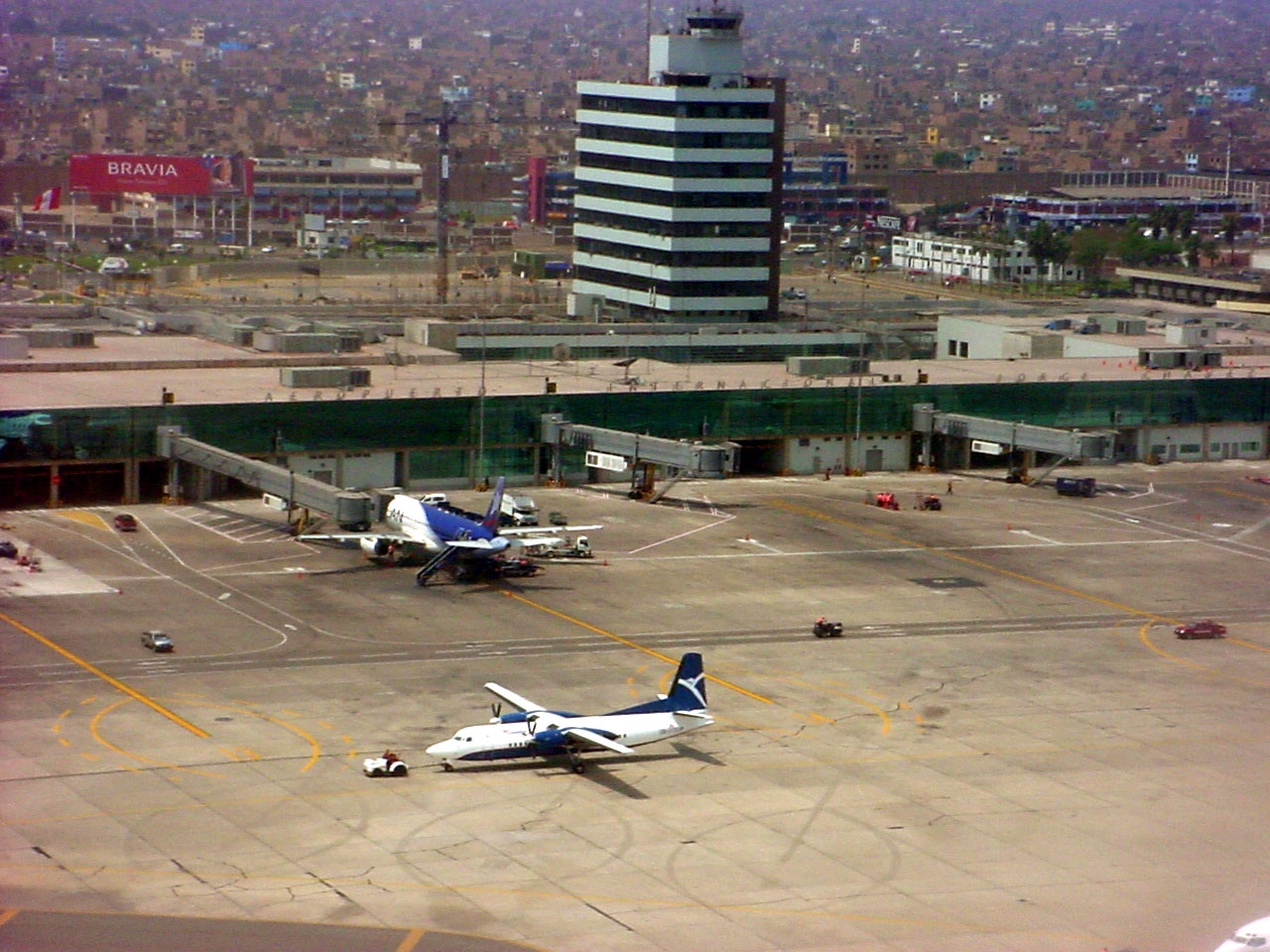
فرودگاه ائرو کوندور در کایائو